# گورنگا یوباتا
گورنگا یوباتا (به صربی: Gornja Ljubata) یک روستا در صربستان است که در بوسیلگراد واقع شده‌است. گورنگا یوباتا ۴۸۵ نفر جمعیت دارد.